# 斯內努塔內峰
斯內努塔內峰，是南極洲的山峰，位於毛德皇后地的瑪塔公主海岸，屬於穆利格-霍夫曼山脈的一部分，挪威製圖師根據該國探險隊的測量和空中照片繪入地圖，現時由南極條約體系管理。
72°5′S 4°48′E / 72.083°S 4.800°E